# Egon Kornauth
Egon Kornauth (ur. 14 maja 1891 w Ołomuńcu, zm. 28 października 1959 w Wiedniu) – austriacki kompozytor i pianista.

## Życiorys
Jako dziecko uczył się gry na fortepianie, pierwszy publiczny występ dał w wieku 15 lat. W latach 1909–1913 studiował w Konserwatorium Wiedeńskim u Roberta Fuchsa i Franza Schrekera. W 1912 roku otrzymał austriacką Nagrodę Państwową za swoją Sonatę skrzypcową. Studiował także muzykologię u Guido Adlera na Uniwersytecie Wiedeńskim, gdzie w 1915 roku obronił doktorat na podstawie rozprawy Die thematische Arbeit in Josef Haydns Streichquartetten seit 1780. W 1916 roku podjął pracę jako korepetytor w wiedeńskiej Hofoper. Od 1917 do 1918 roku uczył teorii muzyki w Musikhistorisches Institut na Uniwersytecie Wiedeńskim. Koncertował jako pianista, w 1920 roku wystąpił w Stanach Zjednoczonych. W latach 1926–1927 dyrygował założoną przez siebie orkiestrą symfoniczną w Medanie na Sumatrze. Występował z założonym przez siebie Wiener Trio, odwiedzając m.in. Japonię (1928–1929) i Brazylię (1933–1935). W 1940 roku został wykładowcą teorii w Konserwatorium Wiedeńskim. Od 1945 roku wykładał kompozycję w Mozarteum w Salzburgu.
W 1951 roku otrzymał Staatlicher Würdigungspreis für Musik. W 1954 roku został członkiem Österreichischer Kunstsenat.

## Twórczość
Twórczość Kornautha utrzymana jest w idiomie romantycznym, cechuje ją dobre opanowanie warsztatu kompozytorskiego. Utwory oparte są na wzorcach klasycznych, zwarte formalnie, umiarkowane w wyrazie emocjonalnym. Ze względu na brak oryginalności muzyka kompozytora nie zapewniła sobie jednak trwałej popularności.

## Wybrane kompozycje
(na podstawie materiałów źródłowych)

### Utwory orkiestrowe
- suita Aus der Jugendzeit (1913, 2. wersja 1929)
- Elegie (1916)
- Sinfonietta a-moll (1922)
- Konzertstück na skrzypce i orkiestrę (1924)
- Uwertura (1925)
- Suita fis-moll (1937)
- Romantische Suite (1940)
- Suita cis-moll (1938)

### Utwory kameralne
- Sonata na altówkę i fortepian (1912)
- Sonata na 2 skrzypiec i fortepian (1914)
- Kwartet fortepianowy (1917)
- Sekstet smyczkowy (1919)
- Kwartet smyczkowy (1920)
- Trio fortepianowe (1921)
- Sonata na wiolonczelę i fortepian (1922)
- 2 kwintety smyczkowe (I 1923, II 1947)
- Kammermusik na flet, obój, klarnet, róg i kwintet smyczkowy (1924)
- Triosuite (1948)